# Вамсаттер
Вамсаттер (англ. Wamsutter) — місто (англ. town) в США, в окрузі Світвотер штату Вайомінг. Населення — 203 особи (2020).

## Географія
Вамсаттер розташований за координатами 41°40′6″ пн. ш. 107°58′35″ зх. д. / 41.66833° пн. ш. 107.97639° зх. д. (41.668425, -107.976522).  За даними Бюро перепису населення США в 2010 році місто мало площу 3,76 км², уся площа — суходіл. В 2017 році площа становила 4,45 км², уся площа — суходіл.

## Демографія
Згідно з переписом 2010 року, у місті мешкала 451 особа в 189 домогосподарствах у складі 112 родин. Густота населення становила 120 осіб/км².  Було 286 помешкань (76/км²).
Расовий склад населення:
| - 82,7 % — білих - 2,9 % — корінних американців - 0,7 % — чорних або афроамериканців - 11,1 % — осіб інших рас |

До двох чи більше рас належало 2,7 %. Частка іспаномовних становила 19,7 % від усіх жителів.
За віковим діапазоном населення розподілялося таким чином: 25,7 % — особи молодші 18 років, 68,3 % — особи у віці 18—64 років, 6,0 % — особи у віці 65 років та старші. Медіана віку мешканця становила 38,3 року. На 100 осіб жіночої статі у місті припадало 138,6 чоловіків;  на 100 жінок у віці від 18 років та старших — 137,6 чоловіків також старших 18 років.
Середній дохід на одне домашнє господарство  становив 78 835 доларів США (медіана — 80 179), а середній дохід на одну сім'ю — 81 849 доларів (медіана — 80 804). За межею бідності перебувало 6,4 % осіб, у тому числі 5,6 % дітей у віці до 18 років та 0,0 % осіб у віці 65 років та старших.
Цивільне працевлаштоване населення становило 192 особи. Основні галузі зайнятості: сільське господарство, лісництво, риболовля — 44,8 %, освіта, охорона здоров'я та соціальна допомога — 18,2 %, транспорт — 9,4 %, роздрібна торгівля — 9,4 %.
За даними перепису 2000 року,
на території муніципалітету мешкало 261 людей, було 100 садиб та 65 сімей.
Густота населення становила 76,9 осіб/км². Було 148 житлових будинків.
З 100 садиб у 38,0% проживали діти до 18 років, подружніх пар, що мешкали разом, було 54,0 %,
садиб, у яких господиня не мала чоловіка — 8,0 %, садиб без сім'ї — 35,0 %.
Власники 29,0 % садиб мали вік, що перевищував 65 років, а в 5,0 % садиб принаймні одна людина була старшою за 65 років.
Кількість людей у середньому на садибу становила 2,54, а в середньому на родину 3,25.
Середній річний дохід на садибу становив 35 625 доларів США, а на родину — 46 250 доларів США.
Чоловіки мали дохід 34 643 доларів, жінки — 20 000 доларів.
Дохід на душу населення був 18 943 доларів.
Приблизно 11,4 % родин та 10,6 % населення жили за межею бідності.
Серед них осіб до 18 років було 20,6 %.
Середній вік населення становив 33 років.